# منتزه وطني هارتز
منتزه وطني هارتز (بالمانية: Nationalpark Harz ) هو أحد أكبر منتزهات ألمانيا الوطنية في الغابات . يبلغ اتساع المنتزه الطبيعي 247 كيلونتر مربع، منها 158 كليومتر مربع في ولاية سكسونيا السفلى ونحو 89 كيلومتر مربع في ساكسونيا-أنهالت. منتزه الهارتز يقع في منطقة الجبال العالية في وسط ألمانيا، وهي منطقة تحيط بأعلى جبل في وسط ألمانيا وهو يسمى بروكين Brocken. تحد بالمنتزه مدينة إلزينبورغ في الشمال ومدينة باد هارتزبورغ من الجنوب.
يشتهر المنتزه الوطني هارتز في العالم بكونه مسجل في الاتحاد العالمي للحفاظ على الطبيعة الاتحاد الدولي لحفظ الطبيعة
نحو 96 % من المنطقة تغمره أشجار الغابات . كما تتخللها مناطق منخفضة ومستنقعات غنية بالأحياء فيها . كما تميزها وجود جبال الجرانيت العالية وبعض الجداول المائية العذبة الجميلة.